# نایتو ایهارا
نایتو ایهارا (انگلیسی: Naito Ehara؛ زادهٔ ۳۰ ژوئیهٔ ۱۹۹۳) ورزشکار ورزش شنا اهل ژاپن است.
وی در مسابقات کشوری و بین‌المللی در مجموع برندهٔ ۱ مدال طلا، ۱ مدال نقره و ۲ مدال برنز شده‌است.